# Caja Rural de Salamanca
Caja Rural de Salamanca es una Sociedad Cooperativa de Crédito (Cooperativa de ahorro y crédito) fundada en 1917. Está registrada en el Banco de España con el número de registro 3016. Forma parte del Grupo de Cajas Rurales, Caja Rural y está integrada en la UNACC, Unión Nacional de Cooperativas de Crédito.

## Historia
La entidad cuenta con 52 oficinas, a fecha 01/01/2021, y tiene un ámbito de actuación en las provincias de Salamanca, Ávila y Valladolid, todas ellas en la comunidad autónoma de Castilla y León.

## Administración
- Presidente: D Ernesto Moronta Vicente
- Directora general: Dª Isabel Martín Arija
- Vicepresidente: D Casimiro Martín Hernández

## Empresas participadas
En 2019 participa la entidad de las siguientes empresas.
- Grucajrural Inversiones S.L.
- Banco Cooperativo Español, S.A.
- Rural Servicios Informáticos, S.L.
- Seguros Generales Rural, S.A.
- Espiga Capital Inversión, Sociedad de Capital Riesgo, S.A.
- Espiga Equity Fund, FCR
- Docalia, S.L.
- Gestión Inmuebles Viviendas y Patrimonio (GIVP)
- Gestión Arrendadora Social (GAS)
- Nessa Global Banking Solutions, S.A.